# Discràsia sanguínia
La discràsia sanguínia és una alteració permanent qualitativament o quantitativament anormal en la sang, en particular, dels seus elements formes (glòbuls vermells, glòbuls blancs i plaquetes) o els seus components.

## Terminologia
Com a sinònim s'usa l'expressió discràsia hemàtica, i en ocasions s'abreuja com discràsia. Es considera en desús la paraula "hemo-discràsia".

## Etiologia
S'ha relacionat amb diverses malalties, radiacions i substàncies.
- Malalties: hepatitis infeccioses
- Medicaments: cloramfenicol, fenilbutazona, tiouracilo, fenotiacina, sulfonamida, diürètic tiazídic, etanol, quinidina, quinina[2]
- Productes químics: benzè, or

## Patogènia
Les discràsies sanguínies més freqüents són:
- Anèmia aplàstica o pancitopènia
- agranulocitosi
- trombocitopenia

Però es presenten en múltiples malalties: anèmies, leucèmies, trombopènia, policitèmia, hemofília, gammapatía monoclonal, púrpura, malaltia de von Willebrand.

## Quadre clínic
Depèn de la malaltia que origini, però en general les primeres manifestacions apareixen a la cavitat oral: hipertròfia de les genives, atròfia de les papil·les gustatives, hemorràgies o ulceracions.

## Diagnòstic
Com que hi ha una àmplia varietat de malalties dels elements constituents de la sang i dels factors de coagulació, cada un té diferent mètode de diagnòstic.

## Tractament
Depèn de cada malaltia en particular. A vegades és necessari substituir el factor que falta, com els glòbuls vermells o les plaquetes.